# Alfred Hoppe (Maler)
Alfred Hoppe (* 1. Oktober 1906 in Colditz; † 9. August 1985 in Leipzig) war ein deutscher Gebrauchsgrafiker. Er gilt als Mit-Erfinder der in Form von Postkarten gedruckten handgezeichneten illustrierten Landkarten.

## Leben

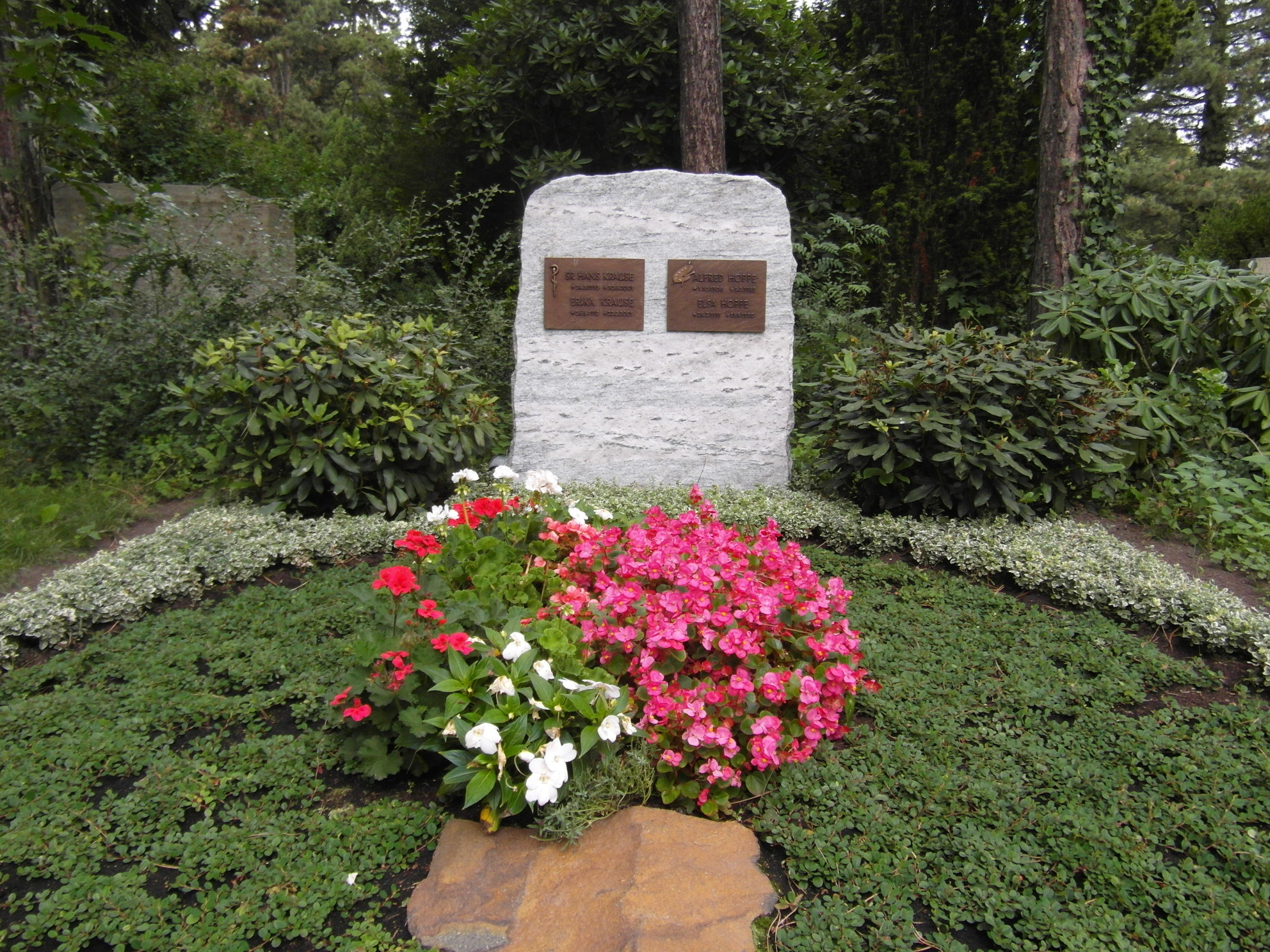
Grabstätte Alfred Hoppe auf dem Südfriedhof in Leipzig

Für den Zeitraum bis 1945 fehlen zu Hoppe Informationen. In der DDR arbeitete er in Leipzig als Gebrauchsgrafiker. Er hatte die Idee, illustrierte Ansichtskarten mit farbenfrohen Landkarten aus allen Urlaubsgebieten der DDR zu entwerfen, die ab 1954 im VEB Volkskunstverlag in Reichenbach, dem späteren VEB Bild und Heimat, dem größten Ansichtskartenverlag der DDR, in sehr hohen Auflagen erschienen sind. 68 illustrierte Urlauberkarten oder heitere Patchworks stammen aus seiner Feder. Seine Karten sind noch heute begehrte Sammelobjekte und wurden später auch von anderen Grafikern nachgeahmt. Hoppe entwarf auch die Verpackung des Burger Knäckebrots.
Hoppe war Mitglied des Verbands Bildender Künstler der DDR und 1961, 1965 und 1979 in Leipzig auf der Bezirkskunstausstellung vertreten. 

## Veröffentlichungen
- Viele Grüße von der Ostsee - Heitere Ansichtskarten von Alfred Hoppe. Berlin 2017, Verlag Bild und Heimat, 48 Seiten, 14,5 cm × 14,5 cm, ISBN 978-3-95958-078-6[3]
- Viele Grüße aus dem Erzgebirge und dem Vogtland 2018 - Heitere Ansichten von Alfred Hoppe. Kalender (A4), Reichenbach im Vogtland 2017, ISBN 978-3-7310-1094-4[4]
- Viele Grüße von der Ostsee 2018 - Heitere Ansichten von Alfred Hoppe. Kalender (A4), Reichenbach im Vogtland 2017, ISBN 978-3-7310-1097-5[5]
- „Sehenden Auges gefiel ihm die Welt“. Die Reliefpostkarten des Leipziger Malers Alfred Hoppe. Dresden 2020, Holzhof Verlag, 232 Seiten, ISBN 978-3-939509-58-5

## Varia
- Hoppe schuf die Ansichtskarte „Zwischen Collm und Mulde“ auf Anregung von Manfred Müller, dem langjährigen Redakteur bei „Der Rundblick. Kulturspiegel der Kreise Wurzen, Oschatz, Grimma“[6] und wegen dessen Zusicherung, dass die Redaktion einige Hundert Exemplare beim Verlag ordern würde.
- Die Rundblick-Redaktion verpflichtete Hoppe wenig später als Kartenzeichner für einige schwarzweiße, sachliche Dorfporträts in ihrer Publikation, Hoppe zeichnete Ansichten von Kühren, Beiersdorf, Dürrweitzschen und Cavertitz.[7]